# Circolo Artistico Tunnel
Il Circolo Artistico Tunnel è un club per gentiluomini di Genova.

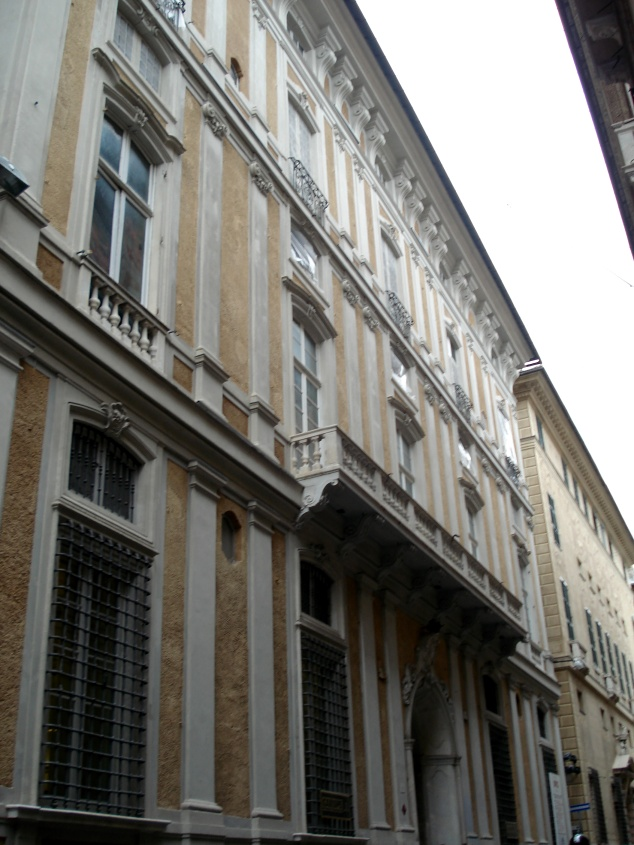
Il Palazzo Gio Battista Spinola, conosciuto anche come Palazzo Doria, è sede del Circolo Artistico Tunnel dal Luglio 2009

## Storia
Il circolo nacque nel 1891 dalla fusione fra la "Società del Tunnel" e il "Circolo Artistico".

### La Società del Tunnel
La Società del Tunnel, fondata da 18 promotori, fu inaugurata il 16 giugno 1857 ed aveva sede presso Palazzo Da Passano , adiacente al Teatro Carlo Felice. Raggruppava prevalentemente imprenditori, artisti (come il direttore dell'orchestra del Teatro Carlo Felice, Angelo Mariani e il violoncellista Luigi Venzano), scrittori (come Anton Giulio Barrili) e fu frequentato da personalità internazionali dell'epoca come James Hudson, Alexandre Dumas e Giuseppe Verdi, che era amico di Mariani e soggiornava spesso a Genova. 
L'origine della singolare denominazione si deve probabilmente ad un gioco di carte, in voga alla metà del secolo XIX.
Palazzo Da Passano dovette essere demolito per l'apertura di Via Roma: nel 1872 il Circolo si trasferì a Palazzo Malfante (poi Palazzo Piuma), con ingresso da Via San Sebastiano e da Via Carlo Felice.

### Il Circolo Artistico
Il Circolo Artistico nacque il 15 gennaio 1882 e si riuniva in Piazza della Nunziata 24.
La sede fu inaugurata il 20 marzo 1882 con una splendida festa che ebbe fra le attrattive la presenza della giovanissima violinista Teresina Tua, allora assai famosa e soprannominata l'angelo del violino: i grandi festeggiamenti per l'apertura del nuovo circolo ebbero grande risalto sulla stampa dell'epoca e costituirono addirittura il soggetto di un'operetta poetica composta nel 1883 da Nicolò Bacigalupo, allora tesoriere del circolo.
Nel 1889 il Circolo Artistico si trasferì in Salita Santa Caterina 4 (Palazzo Giorgio Spinola, anche noto come Palazzo Tedeschi): la nuova sede era colma di oggetti d'arte ed offriva ai soci la possibilità essi stessi di apprendere l'arte del disegno.
Fra i soci del sodalizio figuravano: Giuseppe Verdi, Giulio Monteverde, Camillo Sivori, Nicolò Barabino e Alfredo D'Andrade.

### Nascita del Circolo Artistico Tunnel e vicende successive
Nel 1891 dalla fusione fra i due circoli nacque il Circolo Artistico Tunnel, con sede nei locali di Palazzo Giorgio Spinola in Salita Santa Caterina 4, poi spostata nel 1894 in Palazzo Gerolamo Pallavicini, in Via Carlo Felice 12.
Nella fusione si realizza l'unione degli interessi sociali dei due circoli e il Circolo Artistico Tunnel diviene espressione del mondo imprenditoriale, professionale e intellettuale più avanzato della Città, ma mantiene anche un interesse attivo sulle manifestazioni artistiche cittadine, nazionali e internazionali organizzando esposizioni artistiche e incontri culturali.
Nel 1930, necessitando di più ampi spazi, il Circolo Artistico Tunnel si trasferì in Palazzo Angelo Giovanni Spinola, in Via Garibaldi 5, storica e imponente sede di cui partecipò al restauro e dove rimase quasi 80 anni.

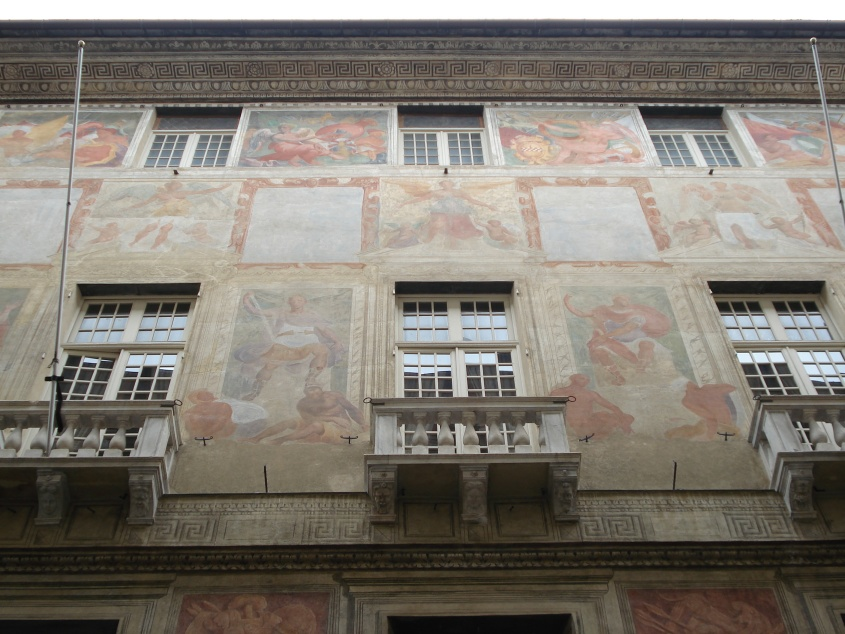
Il Palazzo Angelo Giovanni Spinola è stato sede del Circolo Artistico Tunnel dal 1930 al 2009

Nel 2009, il circolo si trasferì proprio di fronte, nella nuova sede di Palazzo Gio Battista Spinola, anche noto come Palazzo Doria, sito in Via Garibaldi 6.

## Sede
Il Circolo Artistico Tunnel ha sede in Via Garibaldi 6, presso Palazzo Gio Battista Spinola.
Il palazzo fa parte dei palazzi dei Rolli iscritti dal 2006 nel novero del patrimonio dell'umanità UNESCO.
Fu progettato e costruito a partire dal 1563 dall'architetto Bernardino Cantone per Giovanni Battista Spinola detto "Il Valenza" ed Andrea Spinola. Fu completato fra il 1567 e il 1569.
È stato modificato nei secoli XVII e XVIII,anche a seguito dei danni subiti nel 1684 ad opera del bombardamento della flotta del Re Sole.
È conosciuto anche come "palazzo Doria" in quanto fu acquistato nel 1723 dalla famiglia Doria di Montaldeo, che ne è tuttora proprietaria.
I Doria operarono allora un restauro del palazzo, aggiungendo alle originali strutture rinascimentali una particolare decorazione barocca di stile genovese bene rappresentata nel settore attualmente occupato dalla sede del Circolo Tunnel. 
Il piano nobile del palazzo vanta in particolare un grande salone affrescato dal Semino, con un imponente camino cinquecentesco del Valsoldo.Tra gli affreschi della sede del Circolo Artistico Tunnel è da segnalare la Caduta di Fetonte di Luca Cambiaso.

## Attività
Il circolo ha 416 soci, tutti uomini.